# 中村孝太郎
中村 孝太郎（なかむら こうたろう、1881年8月28日 ‐ 1947年8月29日）は、日本の陸軍軍人。最終階級は陸軍大将。林内閣の陸軍大臣。石川県出身。子息は、陸軍中佐中村雅郎（44期）、陸将中村薫正（58期）。

## 人物
石川県金沢市水溜町出身、石川県士族中村芳房の長男。（大野敏明著「西郷隆盛の首を発見した男」p.177,178、文春新書、2014年）
石川県第一尋常中学校（現石川県立金沢泉丘高校、第6期生、同期には政治家永井柳太郎がいる）から陸軍中央幼年学校、陸軍士官学校に進む。1901年（明治34年）11月22日に陸士13期を19番/722名の優秀な成績で卒業している。同期生に林桂中将（1番）、堀丈夫中将（8番）、建川美次中将（10番）、三宅光治中将（15番）たちのほか、日露戦争の旅順攻撃で有名な乃木希典大将の長男・勝典歩兵少尉もいた。
1902年（明治35年）6月23日には歩兵少尉に任官し、福井県鯖江市を衛戍地とする歩兵第36聯隊附（第9師団歩兵第18旅団所属）となっている。1903年（明治36年）の「職員録（甲）」（印刷局）によると、当時、同聯隊には二・二六事件で暗殺される教育総監渡辺錠太郎大将（8期）も歩兵中尉として勤務していた。日露戦争が勃発（1904年）、第9師団にも動員され鯖江聯隊の大隊副官として出征している。同年8月2日には歩兵中尉に進級している。
復員後の1906年（明治39年）11月22日、陸軍中央幼年学校生徒隊中隊長からエリートへの関門である陸軍大学校に合格、在学中の1908年（明治41年）1月29日には歩兵科同期生の序列7番として歩兵大尉に進級している。このクラスからは、元帥1人（寺内寿一･11期）、大将4人（西義一･10期、植田謙吉･10期、中村、古荘幹郎･14期）を輩出している。1909年（明治42年）12月3日には21期生として卒業している。この直後、1910年（明治43年）1月17日に、金沢の名家千田登文退役少佐（初代･歩兵第7聯隊旗手）の三女･雪子と結婚している。四女･銀子は今村均（19期、のち大将）、六女･八重子は田辺盛武（22期、のち中将）に嫁ぎ義兄弟になっている。また、千田家の男児は、長男･登太郎（12期、日露戦争で近衛歩兵第1聯隊中尉で戦死）、次男･俔次郎（15期、のち少将）、三男･木村三郎（18期、砲兵大尉のとき自決）と軍人一家だった。
第一次世界大戦で出征した。第8師団長だった1935年8月には大隊長として赴任してきた秩父宮（当時陸軍少佐）が部下になっている。
林銑十郎内閣で2月2日に陸軍大臣を務めたが、2月6日に発熱、2月9日に腸チフスと診断され辞任（「身内に結核患者がおり参内の多い大臣の任をはばかったため」という説もあるが、当時国民病とまでいわれた結核患者が身内に一人もいない人間などあまりいなかったであろうということから中公新書ラクレの「歴代陸軍大将全覧」では疑問視されている）。在任期間は8日間のみであった。専任の陸軍大臣としては最短記録。
その後、朝鮮軍司令官のときに張鼓峰事件の処理に当たる。

## 略歴
- 1900年（明治33年）5月 - 陸軍中央幼年学校卒業
- 1901年（明治34年）11月 - 陸軍士官学校卒業
- 1902年（明治35年）6月 - 陸軍少尉歩兵第36聯隊附
- 1904年（明治37年）8月 - 陸軍中尉
- 同年10月 - 歩兵第36聯隊大隊副官
- 同年12月 - 歩兵第18旅団副官
- 1905年（明治38年）11月 - 陸軍中央幼年学校生徒隊中隊長
- 1908年（明治41年）1月 - 陸軍大尉
- 1909年（明治42年）12月 - 陸軍大学校卒業。
- 1910年（明治43年）12月 - 参謀本部附勤務。
- 1911年（明治44年）3月 - 参謀本部員。
- 1914年（大正3年）8月 - 第1師団兵站参謀。
- 1915年（大正4年）8月 - 陸軍少佐。参謀本部員。
- 1916年（大正5年）5月 - 参謀本部附。
- 同年8月 - 歩兵第35聯隊大隊長。
- 1917年（大正6年）5月 - 参謀本部員。
- 1919年（大正8年）7月 - 陸軍中佐。
- 同年8月 - 歩兵第32聯隊附。
- 1920年（大正9年）9月 - スウェーデン公使館附武官。
- 1921年（大正10年）4月 - 参謀本部庶務課高級課員。
- 1922年（大正11年）8月 - 陸軍大佐。歩兵第67聯隊長。
- 1923年（大正12年）8月 - 陸軍省高級副官
- 1927年（昭和2年）7月 - 陸軍少将。歩兵第39旅団長。
- 1929年（昭和4年）8月 - 朝鮮軍参謀長。
- 1930年（昭和5年）5月 - 陸軍省人事局長。
- 1932年（昭和7年）2月 - 支那駐屯軍司令官
- 同年4月 - 陸軍中将。
- 1934年（昭和9年）3月 - 第8師団長。
- 1935年（昭和10年）12月 - 教育総監部本部長。
- 1937年（昭和12年）2月 - 陸軍大臣
- 同年2月 - 参謀本部附。
- 同年3月 - 軍事参議官。
- 同年8月 - 東部防衛司令官。
- 1938年（昭和13年）6月 - 陸軍大将。
- 同年7月 - 朝鮮軍司令官。
- 1941年（昭和16年）7月 - 軍事参議官。
- 同年12月 - 東部軍司令官
- 1943年（昭和18年）5月 - 予備役。
- 1945年（昭和20年）5月 - 軍事保護院総裁。
- 同年8月15日 - 終戦。
- 1947年（昭和22年）8月29日 - 死去。

## 栄典
- 1908年（明治41年）4月10日 - 正七位[2]
- 1922年（大正11年）9月11日 - 従五位[3]
- 1927年（昭和2年）9月1日 - 正五位[4]
- 1932年（昭和7年）5月2日 - 従四位
- 1934年（昭和9年）6月1日 - 正四位[5]
- 1937年（昭和12年）2月9日 - 従三位
- 1940年（昭和15年）3月1日 - 正三位